# دووم 3
دووم 3 (بالهندية: धूम 3) (بالإنجليزية: Dhoom 3)‏ بالعربية معناه انفجار 3، ويعرف اختصارا بـ D:3 أو D3. هو فيلم أكشن وإثارة هندي من تأليف وإخراج فيجاي كريشنا أشاريا وإنتاج أديتيا تشوبرا. وهو الجزء الثالث من سلسلة أفلام دووم ويعتبر واحدا من أغلى الأفلام الهندية. صدر الفيلم في 20 ديسمبر 2013 بنظام ثنائي الأبعاد وبصيغة آيماكس  حيث يعتبر فيلم بوليوود الأول الذي يتم إصداره بصيغة آيماكس، كما صدر الفيلم أيضا بتقنية الصوت المحيطي دولبي أتموس.
حطم الفيلم العديد من الأرقام القياسية في أيامه الافتتاحية الأولى في الهند وخارجها، إعتبر موقع بوكس أوفيس إنديا دووم 3 «أكبر نجاحات 2013» بعد يومين من صدوره، حيث بلغ إجمالي أرباح الفيلم عالميا 31 مليون دولار أمريكي في ثلاثة أيام فقط، و61 مليون دولار أمريكي في عشرة أيام فقط، ليصبح بذلك فيلم بوليوود الأعلى دخلا في كل الأوقات.

## القصة
يبدأ الفيلم في العام 1990 حيث إقبال هارون خان (جاكي شروف) يدير - السيرك الهندي العظيم - في شيكاغو والذي كان تمر بأزمة عصيبة. مدير - بنك شيكاغو الغربي - أندرسون (أندرو بيكنيل) الذي كان قد أقرض إقبال خان مبلغا من المال، قرر إغلاق السيرك لأنه لم يكن قادرا على سداد القرض. الصبي ساهر (سيدهارث نيغام)، الابن الصغير لإقبال خان، يتوسل أندرسون أن لا يغلق السيرك وأن والده وهو سيكونون قادرين قريبا على تخطي الأزمة. ولكن إقبال خان يأمر ابنه بأن لا يتوسل لأحد، ثم ينتحر أمام أندرسون العديم الشفقة، ويترك ساهر يتدمر.
بعد سنوات، ساهر (عامر خان) لم ينس بعد طغيان البنك ويقسم على الانتقام. يقوم بسرقة فروع عديدة من بنك شيكاغو الغربي، تاركا وراءه رسالة باللغة الهندية وقناع مهرج. ويستخدم مهارات السيرك البهلوانية للهرب. عندما تفشل ضابطة شرطة شيكاغو فيكتوريا (تابريت بيثيل) في القبض عليه، تقوم بإستدعاء مساعد مفوض الشرطة الهندية جاي ديكسيت (أبهيشيك باتشان) وشريكه علي (أوداي تشوبرا)، للمساعدة في حل هذه القضية. يضع جاي طُعما لساهر لكي يقوم بالسرقة مجددا حيث يصرح في الأخبار بإنه المسؤول عن القضية الآن وبأنه يعتقد أن اللص هو مجرد هاوي. يقوم ساهر بجمع المعلومات عن الخطة من القناة الإخبارية، ثم يتقدم إلى جاي بصفته مخبرا، ويتمكن من جمع المعلومات عن البنك ويعطي جاي المبادرة. في نهاية المطاف، ساهر يسرق البنك ويهرب، ولكن جاي وعلي يتبعانه. أثناء المطاردة، يتمكن جاي من إطلاق النار على ساهر ويصيبه في كتفه قبل أن يتمكن من الاختفاء مرة أخرى. بعد ذلك يقدم ساهر عرضا كبيرا في السيرك الهندي العظيم مع شريكته البهلوانية عالية (كاترينا كايف)، ويتضمن العرض خدعة الاختفاء حيث يختفي من مكانه ويظهر في مكان آخر. ينجح العرض ولكن بعد انتهائه مباشرة، جاي وعلي مع الشرطة يحيطون بساهر، لعلمهم أنه اللص. يقول جاي أن الدليل هو الجرح الذي أحدثته الرصاصة التي أصابت ساهر، ولكن عندما يتم فحص ساهر، يكتشفون أنه ليس هناك أثر لطلق ناري في جسمه. يغادر جاي وعلي في حين يأوي ساهر إلى غرفة تبديل الملابس. عندها ينكشف أن ساهر لديه أخ توأم يدعى سمر، الذي يساعده لإنجاح خدعه وسرقاته للبنك، وكان سمر الذي أصيب بالطلق الناري. يتم فصل جاي من القضية، ولكن علي يشجعه على إكمال مهمته وإثبات التهمة على ساهر وذلك بالاحتيال. يكتشف جاي أخيرا وجود سمر، ويفكر في طريقة يحاصر بها ساهر. سمر أُبقي في الخفاء وهو معاق ذهنيا قليلا، ويبقيه ساهر في عزلة. مع ذلك، سمر يخرج مرة واحدة في الأسبوع، وينجح جاي في إقامة صداقة معه خلال ذلك الوقت ليتمكن من أداء خطته. سمر يقع في حب عالية بعد الأداء معها في السيرك، ولكنه لا يستطيع التعبير عن حبه، وهذا يؤدي إلى خلاف بين الأخوين. جاي يحاول الاستفادة من هذا، ولكن ساهر يكتشف ذلك ويحبط خطة جاي. بعد ذلك ينجح ساهر وسمر في سرقة البنك الأخيرة والهرب. ولكن في اليوم التالي، ينجح جاي في محاصرتهم عندما كانوا في طريقهم للخروج من المدينة. سمر يتردد في الهرب عندما تظهر عالية متوسلة إليه لكي يتوقف. فيستسلم ساهر ويطلب من جاي أن يحمله المسؤولية كاملة وأن يترك سمر وشأنه. يوافق جاي، ولكن بعدها مباشرة، ساهر يقفز من فوق الجسر. سمر يقفز أيضا، ممسكا بيد ساهر رافضا أن يتركه يسقط. في الأخير، الاثنان يقفزان من فوق الجسر معا. يتم إغلاق بنك شيكاغو الغربي أخيرا نتيجة لعمليات السطو والإفلاس، في حين تظهر عالية وهي ما تزال تؤدي العروض في السيرك الهندي العظيم. ينتهي الفيلم مع الأغنية الرئيسية.

## طاقم الممثلين
- عامر خان بدور ساهر / سمر
- أبهيشيك باتشان بدور مساعد مفوض الشرطة جاي ديكسيت
- أوداي تشوبرا بدور علي أكبر
- كاترينا كايف بدور عليا
- جاكي شروف بدور والد ساهر وسمر
- تابريت بيثيل بدور فيكتوريا
- أندرو بيكنيل بدور أندرسون
- سيدهارث نيغام بدور ساهر الصغير / سمر الصغير

## الإنتاج

### التطوير
قبل البدء بالتصوير الرئيسي، حصل الفيلم على تغطية إعلامية واسعة، ويرجع ذلك إلى النجاحات الهائلة في شباك التذاكر للأجزاء السابقة دووم 2 ودووم، مما خلق جوا من التوقع بين الجمهور ووسائل الإعلام. في 2 يناير 2011، أكد منتج الأجزاء السابقة من أفلام دووم على أن الجزء الثالث من سلسلة دووم سيبدأ تصويره الرئيسي مع حلول نهاية عام 2011. في البداية، أراد كل من المنتجين والممثل الرئيسي عامر خان إطلاق الفيلم في عيد الميلاد لعام 2012، ولكن تم تأجيل الموعد لوقت مبكر من عام 2013، ويرجع ذلك أساسا لتوقع أن الإفراج عن الفيلم خلال عيد الميلاد سيؤدي إلى الإسراع في تنفيذ جدول مرحلة ما بعد الإنتاج، مما اعتبر ذلك غير مناسب نظرا للدرجة العالية من التقنية المطلوبة للفيلم.
قيل بأن تشوبرا أراد جعل الفيلم بتقنية 3D بعد مراقبة نجاحات أفلام بوليوود السابقة التي صدرت بنفس التقنية. غير أن الممثل عامر خان رأى أن تقنية الـ 3D تحتاج إلى الخبرة وكان غير متأكد من نتائج استخدامه من قبل المخرج. اعتبارا من سبتمبر 2012، لم تعلن استديوهات أفلام ياش راج عن إنتاج الفيلم بتقنية الـ 3D.

### طاقم العمل
عامر خان وقّع على أداء الدور القيادي والخصم، بينما أكد كل من أبهيشيك باتشان وعدي تشوبرا على أخذ أدوارهم السابقة كضباط شرطة. كاترينا كايف وقّعت لأداء دور البطلة الرئيسية مقابل عامر خان. لأداء دوره كان على عامر خان تعلم الباليه، الاستعراض الجوي، وتقنية فرنسية من الباركور، بينما تدربت كاترينا على الهبوط بالمظلات وأخذت دروس في الغناء. ورد بأن أبهيشيك باتشان فقد تسعة كيلوغرامات من وزنه للتحضير لدوره للفيلم. ريمي سين التي لعبت دور زوجة جاي ديكسيت (أبهيشيك باتشان) في الجزئين السابقين من السلسلة، لم تكن من ضمن طاقم العمل لأداء دورها مجددا. مع ذلك، في مقابلة معها صرحت بأنها لن تقوم بتكرار دورها حتى لو عرض عليها ذلك. على عكس أول فيلمين من سلسلة دووم التي أخرجها سانجاي غادفي، تم اختيار فيجاي كريشنا أشاريا كاتب السيناريو لكافة الأجزاء الثلاثة لإخراج دووم 3. مخرج الألعاب البهلوانية أوليفر كيلير وقّع لإخراج المشاهد البهلوانية. صرح عامر خان في مقابلة معه بأن دوره في دووم 3 هو الدور الأصعب في حياته حتى الآن. مشاهد الأكشن في الفيلم تم إخراجها من قبل كونراد بالميسانو وشام كاوشال. في مقابلة مع خدمة الاخبار الهندو-الآسيوية، أعرب أبهيشيك باتشان عن أهمية كل شخصية في دووم 3 قائلا: «...دووم فيلمي وأنا البطل. لا أحد يستطيع أخذ ذلك بعيدا عني. يمكنك أن تكون النجم الأكبر أو الأصغر ولكن دووم هو حول جاي وعلي. إنها بسيطة على هذا النحو. إذا كانت شخصية كل من جاي وعلي ليست هناك في دووم، فالفيلم لن يوجد عندئذ.»

### التصوير

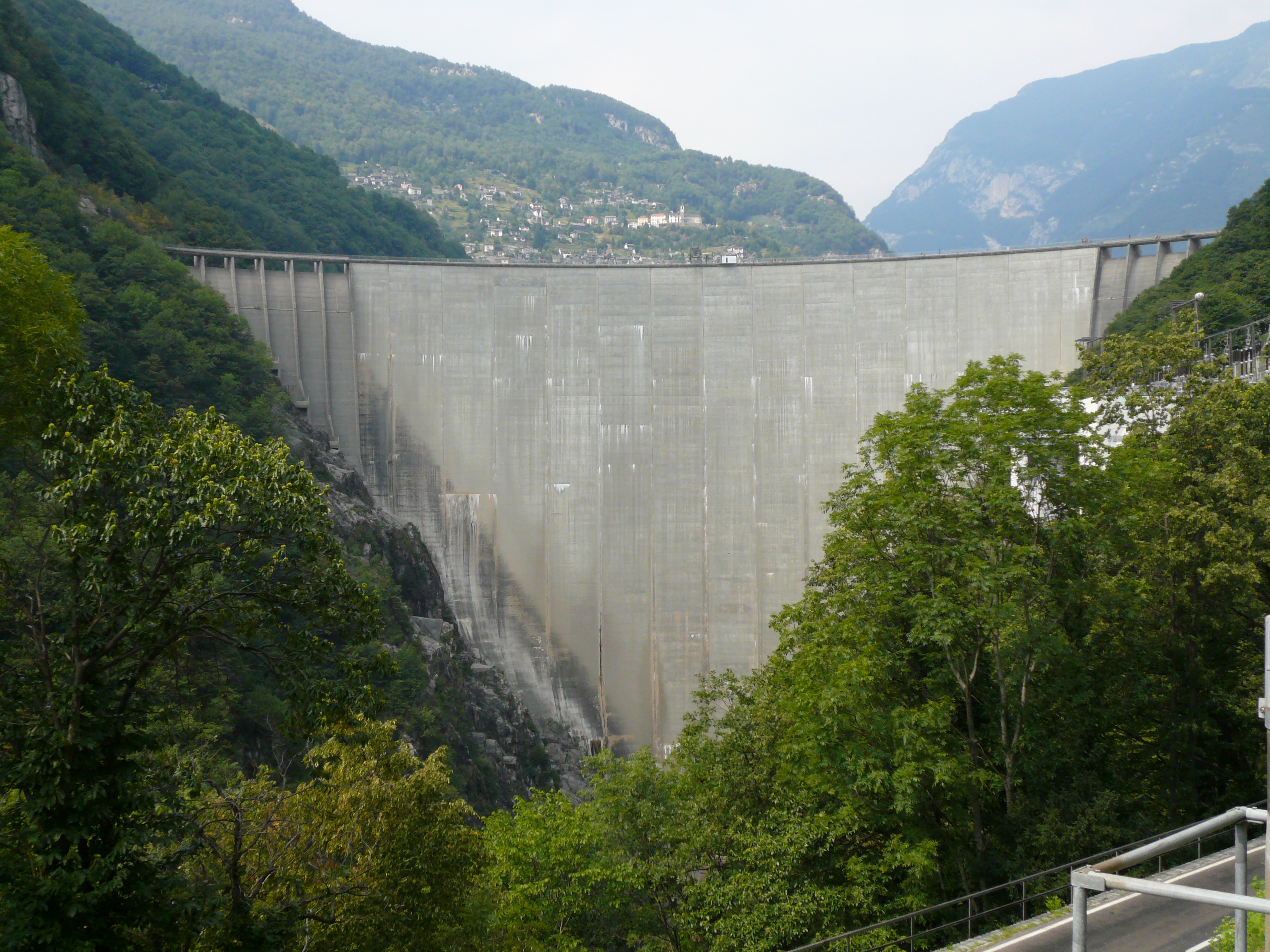
السد القوسي، حيث تم تصوير ذروة الفيلم.

كان من المقرر بدأ التصوير في نوفمبر 2011، مع مشاهد أولية تتضمن أبهيشيك باتشان وعدي تشوبرا، ولكن أبهيشيك كان في إجازة لمولد طفلته، وبالتالي تم تأجيل التصوير إلى يناير 2012. في يناير 2012، تم تأجيل جدول التصوير إلى يونيو 2012 بسبب التزامات عامر خان المسبقة مع برنامجه التلفزيوني (ساتياميف جاياتي)، في يونيو، تم تأجيل الموعد المحدد للتصوير مجددا لأن عامر خان أراد الإستعداد جيدا لدوره في الفيلم كلاعب جمباز. بالإضافة إلى ذلك، أراد عامر خان التركيز على التسويق والترويج لفيلمه Talaash الذي صدر في نوفمبر 2012. بدون المزيد من التأخير، بدأ التصوير مع جاكي شروف والطفل سيدهارث نيغام في 8 يونيو 2012 في استديوهات ياش راج في مومباي. انضم عامر خان للطاقم في يوليو 2012، حيث صور لمدة خمسة أيام في استديوهات ياش راج قبل الانتقال للتصوير في شيكاغو وأجزاء أخرى من الولايات المتحدة. فيما بعد، عامر خان، أبهيشيك باتشان وعدي تشوبرا طاروا إلى الولايات المتحدة في 4 أغسطس 2012 لإنهاء ثلاثة شهور من جدول العمل. لدى وصولهم إلى الهند في ديسمبر 2012، ذكر أبهيشيك أن خمسين بالمئة من التصوير اكتمل وسيستأنفون العمل مرة أخرى في مومباي. في الأسبوع الثاني من مارس 2013، أفيد بأن الطاقم غادر إلى زيورخ وتيسينو في سويسرا لتصوير ذروة الفيلم. تصوير الفيلم انتهى أخيرا في سبتمبر 2013 في مومباي.

## الموسيقى التصويرية
أُعلن سابقا أن بريتام ملحن موسيقى الجزئين السابقين دووم ودووم 2 سيعود مجددا لتأليف موسيقى الجزء الثالث. وأشارت تقارير في وقت سابق أنه قد تم اختيار شيفالي ألفاريس لغناء أغنية الفيلم الرئيسية، ولكن تبين فيما بعد أن ذلك كان إشاعة. عامر خان قال في بيان إن الأغنية الرئيسية "Dhoom Machale Dhoom" مهداة إلى لاعب الكريكيت ساتشين تندولكار والذي كان آنذاك يلعب مباراته الاختبارية الـ200 والأخيرة في ملعب وانكيدي. كُشف عن فيديو الأغنية الرئيسية "Dhoom Machale Dhoom" من غناء أديتي سينغ شارما وتظهر فيها كاترينا كايف في 14 نوفمبر 2013. النظرة الأولى على أغنية "Malang" كُشف عنها في 25 نوفمبر 2013. إعلان قصير لموسيقى "Dhoom Tap" يظهر فيها عامر خان يرقص بقرع رجليه على الأرض مصدرا دقات، جنبا إلى جنب مع راقصين خلفه، كُشف عنها في 3 ديسمبر 2013. إعلان قصير لأغنية "Kamli" التي غنتها سونيدهي تشوهان وتظهر فيها كاترينا كايف، كُشف عنها في 6 ديسمبر 2013. الأغنية الرئيسية "Dhoom Machale Dhoom" تم تسجيلها أيضا بنسخة عربية غنتها المطربة اللبنانية نايا.
| #  | عنوان                               | المغني                       | المدة |
| -- | ----------------------------------- | ---------------------------- | ----- |
| 1. | ""Malang""                          | سيدهارث ماهاديفان، شيلفا راو | 4:33  |
| 2. | ""Kamli""                           | سونيدهي تشوهان               | 3:54  |
| 3. | ""Tu Hi Junoon""                    | موهيت تشوهان                 | 5:02  |
| 4. | ""Dhoom Machale Dhoom""             | أديتي سينغ شارما             | 3:55  |
| 5. | ""Bande Hain Hum Uske""             | شيفام ماهاديفان، أنيش شارما  | 3:04  |
| 6. | ""(Dhoom Tap (Instrumental""        | موسيقى                       | 2:46  |
| 7. | ""(Dhoom:3 Overture (Instrumental"" | موسيقى                       | 4:09  |
| 8. | ""(Dhoom Machale Dhoom (Arabic""    | نايا                         | 3:47  |

.

### إستقبال الموسيقى
تلقى موسيقى دووم 3 مراجعات مختلطة. وقد تصدر الألبوم قوائم آي تيونز فور صدورها، كما أن أغنيتي "Kamli" و "Dhoom Machale Dhoom" تصدرت قوائم آي تيونز للأغاني الفردية.

## وصلات خارجية
- دووم 3 على موقع IMDb (الإنجليزية)
- دووم 3 على موقع ميتاكريتيك (الإنجليزية)
- دووم 3 على موقع روتن توميتوز (الإنجليزية)
- دووم 3 على موقع قاعدة بيانات الأفلام العربية
- دووم 3 على موقع ألو سيني (الفرنسية)
- دووم 3 على موقع أول موفي (الإنجليزية)
- دووم 3 على موقع بوكس أوفيس موجو (الإنجليزية)
- دووم 3 على موقع فيلمافينيتي (الإسبانية)
- دووم 3 على موقع قاعدة بيانات الفيلم (الإنجليزية)
- دووم 3 على موقع ليتربوكسد (الإنجليزية)